# Helsinki Rams 1984
Questa voce raccoglie le informazioni riguardanti gli Helsinki Rams nelle competizioni ufficiali della stagione 1984.
Non sono noti tutti i risultati.

## Vaahteraliiga 1984

### Stagione regolare
| 1984 2ª giornata | Helsinki Rams | 7 – 10 | Vantaan TAFT |  |

| 1984 3ª giornata | Espoo Poli | 32 – 0 | Helsinki Rams |  |

| 1984 4ª giornata | Oulu Northern Lights | 14 – 12 | Helsinki Rams |  |

| 1984 5ª giornata | Helsinki Rams | 13 – 31 | Helsinki Roosters |  |

| 1984 6ª giornata | Helsinki Rams | 7 – 35 | Turku Trojans |  |

| 1984 7ª giornata | East City Giants | 48 – 0 | Helsinki Rams |  |

| 1984 8ª giornata | Munkka Colts | 29 – 28 | Helsinki Rams |  |

## Statistiche di squadra
| Competizione      | %Vittorie | In casa | In casa | In casa | In casa | In casa | In casa | In trasferta | In trasferta | In trasferta | In trasferta | In trasferta | In trasferta | Totale | Totale | Totale | Totale | Totale | Totale |
| Competizione      | %Vittorie | G       | V       | N       | P       | Pf      | Ps      | G            | V            | N            | P            | Pf           | Ps           | G      | V      | N      | P      | Pf     | Ps     |
| ----------------- | --------- | ------- | ------- | ------- | ------- | ------- | ------- | ------------ | ------------ | ------------ | ------------ | ------------ | ------------ | ------ | ------ | ------ | ------ | ------ | ------ |
| Stagione regolare | .000      | 3       | 0       | 0       | 3       | 27      | 76      | 4            | 0            | 0            | 4            | 40           | 123          | 7      | 0      | 0      | 7      | 67     | 199    |
| Totale            | .000      | 3       | 0       | 0       | 3       | 27      | 76      | 4            | 0            | 0            | 4            | 40           | 123          | 7      | 0      | 0      | 7      | 67     | 199    |